# Hustilka

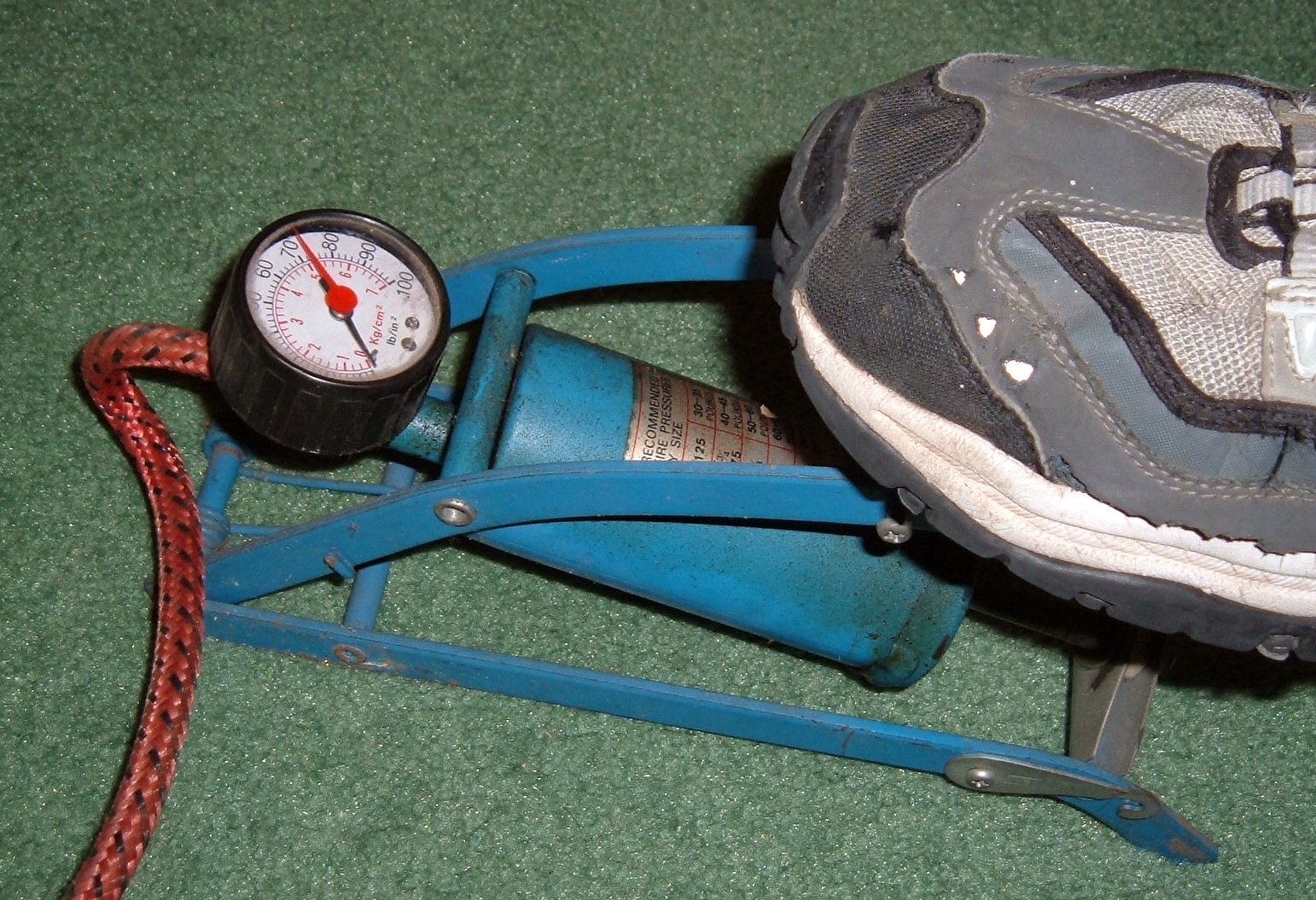
Příklad nožní hustilky

Hustilka je ruční vzduchová pumpička (ruční nebo nožní kompresor na manuální resp. animální pohon), jež je primárně určena pro huštění pneumatik malých vozidel jako jsou jízdní kola, koloběžky, ruční vozíky, malé motocykly apod.
Běžná hustilka se skládá z jednoduchého vzduchového pístu na ruční pohon, jenž je obvykle umístěn ve válci a je vytvořen z dlouhé plechové trubky. Píst je v horní části opatřen rukojetí pro úchop rukou, ojnici pístu tvoří dlouhá tyč nejčastěji čtvercového profilu, vlastní píst bývá tvořen koženou manžetou. Hustilka bývá dále vybavena gumovou hadičkou opatřenou šroubovacími koncovkami určenými na jedné straně pro zašroubování do hustilky a na druhé straně pro přišroubování k ventilku huštěné duše. Speciální typy hustilek se kdysi používaly pro huštění fotbalových míčů, koncovka hadičky byla pro tyto účely opatřena speciální dutou jehlou.

## Nožní hustilky
Nožní hustilky jednoduché konstrukce se používají zejména pro nafukování pryžových předmětů jako jsou bazény, nafukovací matrace, nafukovací dětské hračky apod.
Nožní hustilky složitější konstrukce s větším pístem (viz obrázek) je možné použít i pro huštění pneumatik větších vozidel a plnění nafukovacích předmětů větších rozměrů.